# Enter the Wu-Tang (36 Chambers)
“Enter the Wu-Tang (36 Chambers)”는 미국의 힙합 그룹 우 탱 클랜의 첫 정규 음반으로 1993년 11월 9일 라우드 레코드를 통해 발매되었다. 1992년 말부터 1993년 초까지 뉴욕에 위치한 파이어하우스 스튜디오에서 녹음을 진행하였으며, 그룹의 실질적 리더 역할을 했던 RZA가 프로듀싱을 맡았다. 제목은 각각 1973년과 1978년에 개봉한 영화 “용쟁호투”(Enter the Dragon)와 “소림 36방”(The 36th Chamber of Shaolin)의 영어 제목을 합쳐서 만든 것이다.
“Enter the Wu-Tang (36 Chambers)”만의 강렬하고 독특한 사운드는 1990년대 하드코어 힙합의 청사진으로 자리잡았고, 뉴욕 힙합 신의 명성을 다시금 전국적으로 올리는데 도움을 주었다. 또한 현대 힙합의 프로듀싱에도 큰 영향을 미쳤으며, 그룹의 멤버들이 쓴 노골적이고 유머러스하면서 자유로운 가사는 후에 발매되는 많은 힙합의 본보기가 되어왔다. 이스트코스트 르네상스라고도 알려진 시대에 획기적인 작품 역할을 하면서 나스, 노토리어스 B.I.G., 맙딥, 제이Z 등 다른 동부 힙합 래퍼들에게 영향을 끼쳤다.
음반의 언더그라운드 사운드에도 불구하고 첫 주에 3만 장을 판매하면서 미국 빌보드 200 차트에서 41위를 기록하게 되는 등 성공을 거두었다. 1995년에는 미국 음반 산업 협회에서 플래티넘을 인증하였으며, 2018년 10월에는 트리플 플래티넘을 인증받았다. 초반에 비평가들로부터 긍정적인 반응을 얻었고, 현재에는 1990년대에 가장 중요한 음반이자 역사상 가장 위대한 힙합 음반 중 하나로 꼽히고 있다.
| 전문가 평가         | 전문가 평가 |
| 평가 점수           | 평가 점수   |
| 출처                | 점수        |
| ------------------- | ----------- |
| 시카고 선타임스     | [ 1 ]       |
| 엔터테인먼트 위클리 | A           |
| Rolling Stone       | [ 3 ]       |
| 소스                | 4.5/5       |

| 1995년 이후 리뷰              | 1995년 이후 리뷰 |
| 평가 점수                     | 평가 점수        |
| 출처                          | 점수             |
| ----------------------------- | ---------------- |
| 올뮤직                        | [ 5 ]            |
| 크리스트가우스 컨슈머 가이드' | A−               |
| 컨시퀀스                      | A+               |
| 대중음악 백과사전             | [ 8 ]            |
| 뮤직하운드 R&B                | 5/5              |
| 롤링 스톤 앨범 가이드         | [ 10 ]           |
| 스핀 얼터너티브 레코드 가이드 | 8/10             |
| 톰 헐 – 온 더 웹              | A−               |
| XXL                           | 5/5              |

## 곡 목록
| #  | 제목                               | 재생 시간 |
| -- | ---------------------------------- | --------- |
| 1. | 〈Bring Da Ruckus〉                | 4:10      |
| 2. | 〈Shame on a Nigga〉               | 2:57      |
| 3. | 〈Clan in da Front〉               | 4:33      |
| 4. | 〈Wu-Tang: 7th Chamber〉           | 6:05      |
| 5. | 〈Can It Be All So Simple〉        | 4:46      |
| 6. | 〈Protect Ya Neck / Intermission〉 | 6:48      |

| #  | 제목                                     | 재생 시간 |
| -- | ---------------------------------------- | --------- |
| 1. | 〈Da Mystery of Chessboxin'〉            | 4:48      |
| 2. | 〈Wu-Tang Clan Ain't Nuthing ta F' Wit〉 | 3:36      |
| 3. | 〈C.R.E.A.M.〉                           | 4:12      |
| 4. | 〈Method Man〉                           | 5:50      |
| 5. | 〈Tearz〉                                | 4:17      |
| 6. | 〈Wu-Tang: 7th Chamber – Part II〉       | 5:08      |
| 7. | 〈Conclusion〉                           | 1:02      |

## 인증
| 국가                               | 인증        | 판매량/출하량 |
| ---------------------------------- | ----------- | ------------- |
| 영국 (BPI)                         | 플래티넘    | 300,000       |
| 미국 (RIAA)                        | 3× 플래티넘 | 3,000,000     |
| 판매량+스트리밍을 기반으로 한 인증 |             |               |